# Hydrozespół

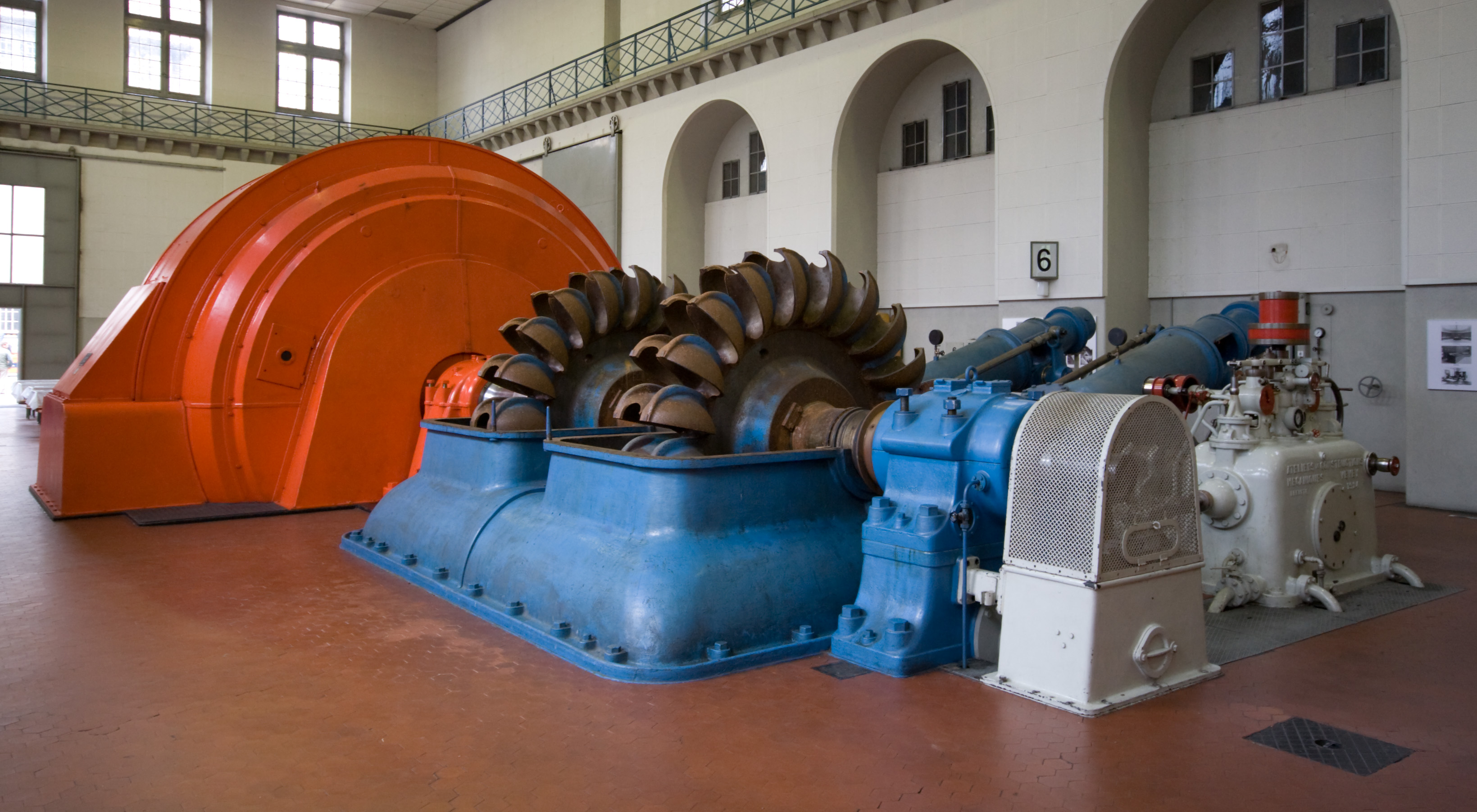
Hydrozespół - turbina wodna Peltona połączona z generatorem elektrycznym

Hydrozespół – zespół złożony z turbiny wodnej i napędzanej nią maszyny, np. prądnicy (hydrogenerator), pompy.